# نون خشکی

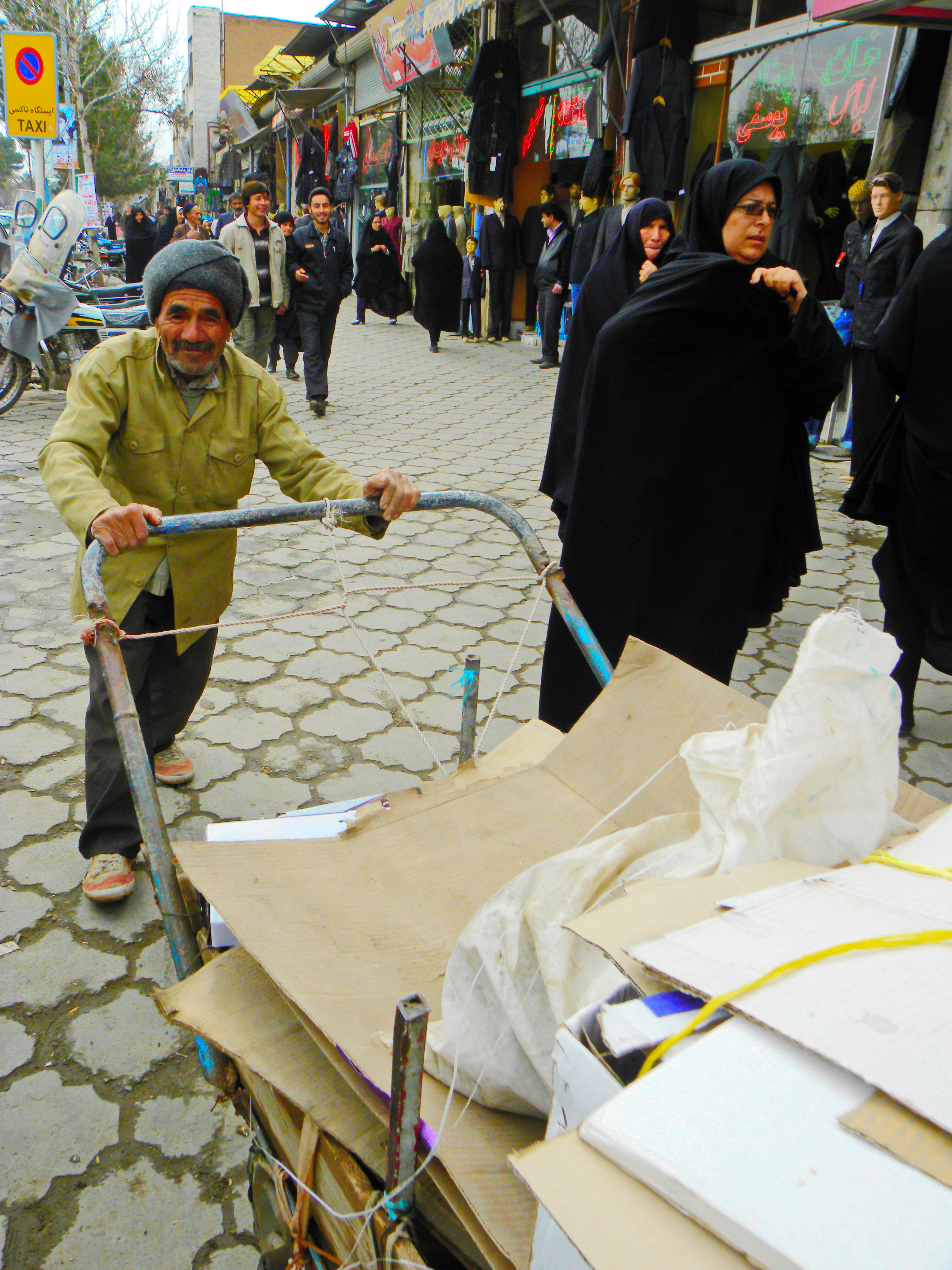
یک خریدار دوره‌گرد که کارتن از دکانداران می‌خرد؛ نیشابور، ایران.

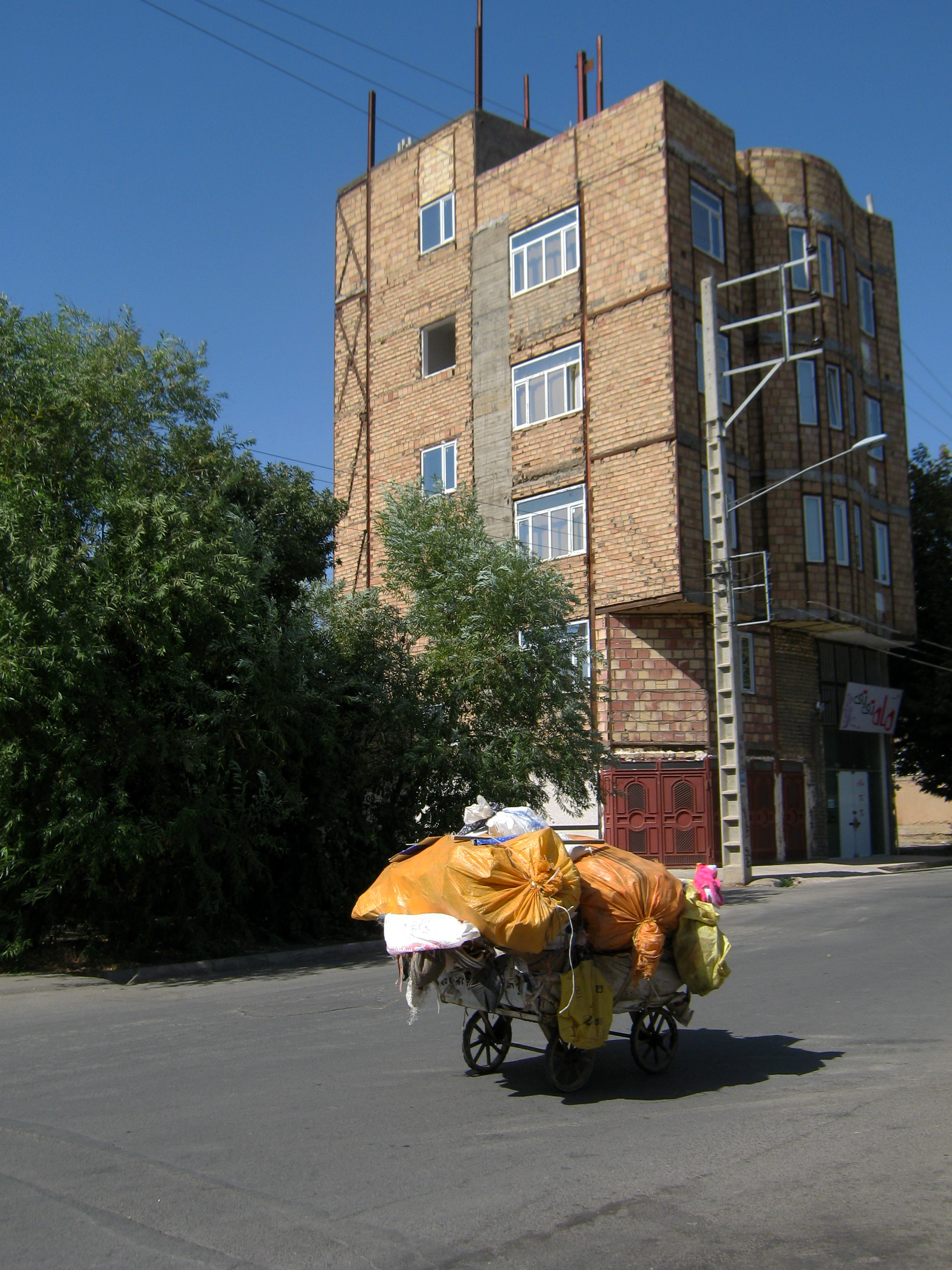
گاری دستی پر شده از نان خشک یک نمکی در شهر نیشابور.

خریدار دوره‌گرد (همچنین: نون‌خشکی، نمکی) خریدار مستمندی است که پیاده یا سواره، با گاری یا خودروی باری، به‌طور گردان در منطقه‌های مسکونی یا تجاری، خُرده‌چیزها از خانه‌داران یا دکانداران می‌خرد؛ مانند: وسایل کهنه، نان خشک، کارتن، آهن‌پاره و غیره. شیوهٔ اینان، فریاد زدن یا به‌کارگیری بلندگو است تا مردم را از حضور خود آگاه سازند. «نون‌خشکی» در گویش عامیانهٔ فارسی، خریدار دوره‌گردی را گویند که نان‌های خشک را می‌خرد. در گذشته این شغل رواج داشته اما امروزه آلودگی صوتی این خریداران دوره‌گرد مشکل‌ساز است. یک مقام‌دار در شهرداری تبریز در ۳ خرداد ۱۳۹۵ گفت که کیفیت پایین نان، باعث افزایش خریداران دوره‌گرد نان خشک شده‌است و «این افراد روزانه با وانت و بلندگو در محلات پرجمعیت تبریز به دنبال خرید نان خشکی هستند و نان‌ها را در قبال مبالغ ناچیز یا به صورت پایاپای و تحویل نمک خریده و به صورت عمده کیلویی حدود ۸۰۰ تومان به دامداری‌ها می‌فروشند .» گزارشی روزنامه‌ای در ۱۷ شهریور ۱۳۹۴ بیان می‌دارد که شمار این خریداران دوره‌گرد در تهران افزایش یافته‌است. گزارشی دیگر به تاریخ ۲۲ اردیبهشت ۱۳۹۵ از کرمانشاه، نیز به افزایش این دوره‌گردان اشاره می‌کند.